# Aeshnida
Aeshnida – takson ważek z podrzędu Epiprocta i infrarzędu różnoskrzydłych.
Takson ten wprowadzony został w 1996 roku przez Güntera Bechly’ego. W 2001 roku Bechly wraz ze współpracownikami dokonali modyfikacji jego diagnozy. Obejmuje on wymarłą nadrodzinę Cymatophlebioidea oraz klad Paneuaeshnida, tworząc wraz z wymarłą rodziną Progobiaeshnidae klad Panaeshnida. Autapomorfią użyłkowania skrzydeł tych ważek jest obecność sektora medialnego spłaszczonego. Poza tym, z wyjątkiem rodzaju Gomphaeschna, charakteryzują się powiększonymi i stykającymi się pośrodkowo oczami złożonymi oraz odwłokiem z tergitami segmentów od trzeciego do ósmego zaopatrzonymi w bardzo wyraźnie wykształcone podłużne żeberka biegnące przez środek strony grzbietowej. Samce mają wydłużone przysadki odwłokowe i epiprokt.
Filogenetyczna systematyka Aeshnida według pracy Bechly’ego z 2007 roku do rangi rodziny przedstawia się następująco:
- †Cymatophlebioidea
  - †Rudiaeschnidae
  - †Cymatophlebiidae
- Paneuaeshnida
  - †Paracymatophlebiidae
  - Euaeshnida
    - †Eumorbaeschnidae
    - Neoaeshnida
      - Gomphaeschnidae
      - Aeshnodea
        - Allopetaliidae
        - Euaeshnodea
          - Brachytronidae
          - Aeshnoidea
            - Telephlebiidae
            - Aeshnidae – żagnicowate